# Wald- und Kleingewässerlandschaft Helpter Berge
Wald- und Kleingewässerlandschaft Helpter Berge este o arie protejată (arie specială de conservare — SAC, sit de importanță comunitară — SCI) din Germania întinsă pe o suprafață de 548 ha, integral pe uscat.

## Localizare
Centrul sitului Wald- und Kleingewässerlandschaft Helpter Berge este situat la coordonatele 53°29′45″N 13°37′24″E / 53.4958°N 13.6233°E.

## Înființare
Situl Wald- und Kleingewässerlandschaft Helpter Berge a fost declarat sit de importanță comunitară în aprilie 2004 pentru a proteja 2 specii de animale. Situl a fost protejat și ca arie specială de conservare în august 2016.

## Biodiversitate
Situată în ecoregiunea continentală, aria protejată conține 3 habitate naturale: Lacuri eutrofice naturale cu vegetație de tip Magnopotamion sau Hydrocharition, Păduri de fag Asperulo-Fagetum, Păduri aluvionare cu Alnus glutinosa și Fraxinus excelsior (Alno-Padion, Alnion incanae, Salicion albae).
La baza desemnării sitului se află mai multe specii protejate de  amfibieni (2): buhai de baltă cu burta roșie (Bombina bombina), triton cu creastă (Triturus cristatus)